# Ukiyo monogatari
Ukiyo monogatari (浮世物語, litt. « Contes du monde flottant ») est un livre kana-zōshi (écrit en kanas) écrit en 1661 par Asai Ryōi.

## Synopsis

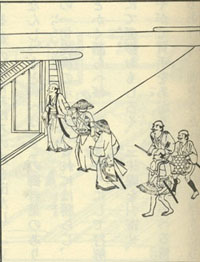
Illustration de lUkiyo monogatari, montrant des clients visitant le quartier des prostituées.

Le protagoniste, Hyotarō, est élevé par un père avare, un ancien samouraï dont on ignore la véritable identité. Il s'ennuie beaucoup, que ce soit dans son éducation ou dans l'apprentissage des arts martiaux. Après avoir atteint l'âge adulte, il est tellement absorbé par les jeux d'argent et la prostitution qu'il doit vendre sa maison.
Après cela, il réussit néanmoins d'une manière ou d'une autre à devenir un jeune membre d'une famille de samouraïs et est recruté comme partenaire d'entraînement. Cependant, il est détesté par tous les peuples[pas clair] comme un serviteur impitoyable et infidèle qui soutient un mauvais gouvernement. Dans un accès de colère, Hyotarō offense imprudemment un autre samouraï et est tellement blessé et effrayé qu'il s'enfuit. Ayant perdu la face en tant que samouraï, Hyotarou entre dans la prêtrise et parcourut Kyoto et Osaka sous le nom de Ukiyo-bo.
Dans la seconde moitié de l'histoire, il devient un membre actif d'un certain seigneur féodal mais, à la fin, il devient un ermite et disparaît dans la nature.

## Présentation et critique
C'est un roman itinérant composé de cinq volumes, publié en 1661 ou 1665. Les nombreux kana-zōshi sont instructifs et didactiques, mais ce livre critique aussi par euphémisme les maux sociaux tels que la mauvaise gestion et la mauvaise gouvernance du shogunat, le colportage et la corruption rampante des marchands, et il est présenté comme une histoire drôle par le protagoniste vulgaire et comique Ukiyo-bo, qui camoufle ses critiques. Selon l'Encyclopædia Britannica, quoique primitif tant par sa technique que par son intrigue, sous son masque de frivolité, l'auteur tente de traiter des difficultés d'une société où la philosophie confucéenne officiellement proclamée dissimulait de grossières inégalités.

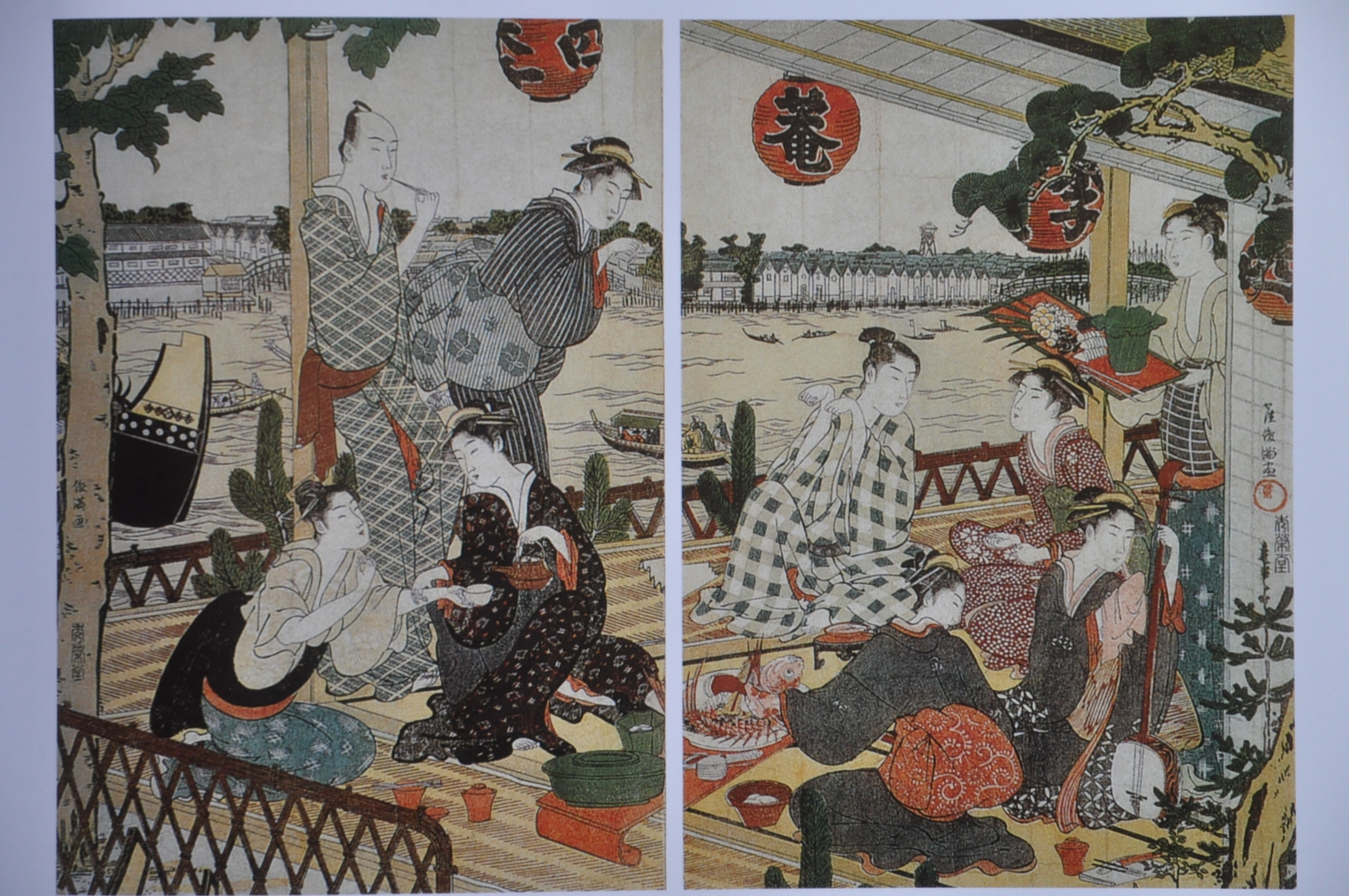
Le fameux et très exclusif restaurant Shikian (Quatre Saisons), au bord de la Sumida (diptyque ukiyo-e de Kubo Shunman, vers 1786).

C'est dans l'Ukiyo monogatari qu'est définie pour la première fois la notion d'« ukiyo » (qui donnera ensuite son nom au mouvement pictural ukiyo-e) en ces termes : « Vivre uniquement le moment présent, se livrer tout entier à la contemplation de la lune, de la neige, de la fleur de cerisier et de la feuille d’érable, chanter des chansons, boire du saké et s'amuser en flottant, ne pas se laisser abattre par la pauvreté et ne pas la laisser transparaître sur son visage, mais dériver comme une calebasse sur la rivière, c’est ce qui s’appelle ukiyo,. »